# Cypripedium henryi
Cypripedium henryi es una especie del género Cypripedium dentro de la familia Orchidaceae. Es nativa de China.

## Descripción
Es una orquídea de tamaño mediano a grande, que prefiere el clima fresco a frío es de hábito terrestre, con un tallo erecto, pubescente que lleva 4 a 5 hojas, ovado-oblongas, plegadas, glabras a veces pubescentes y acuminados hojas. La inflorescencia terminal, delgada, glandular-pubescente  con brácteas ovadas a lanceoladas,  glabras y  de 2 a 4 flores que se producen en la primavera.

## Distribución y hábitat
Se encuentra en el sur de China en los suelos húmedos y ricos en humus en los bosques o laderas de escasos matorrales a una altitud de 800 a 2300 metros.
pequeño tamaño,  con tallos que tienen dos hojas, apicales  con las venas radiales como un abanico y que florece con una inflorescencia terminal delgada de 10 cm de largo y cuyas flores de 6 a 7 cm de longitud se producen en la primavera.

## Taxonomía
Cypripedium henryi fue descrita por Robert Allen Rolfe y publicado en Bulletin of Miscellaneous Information Kew 1892(69): 211. 1892.
Etimología
El nombre del género viene de « Cypris», Venus, y de "pedilon" = "zapato" ó "zapatilla" en referencia a su labelo inflado en forma de zapatilla.
Sinonimia
- Cypripedium chinense Franch. (1894)[3][4]